# Borgóbeszterce

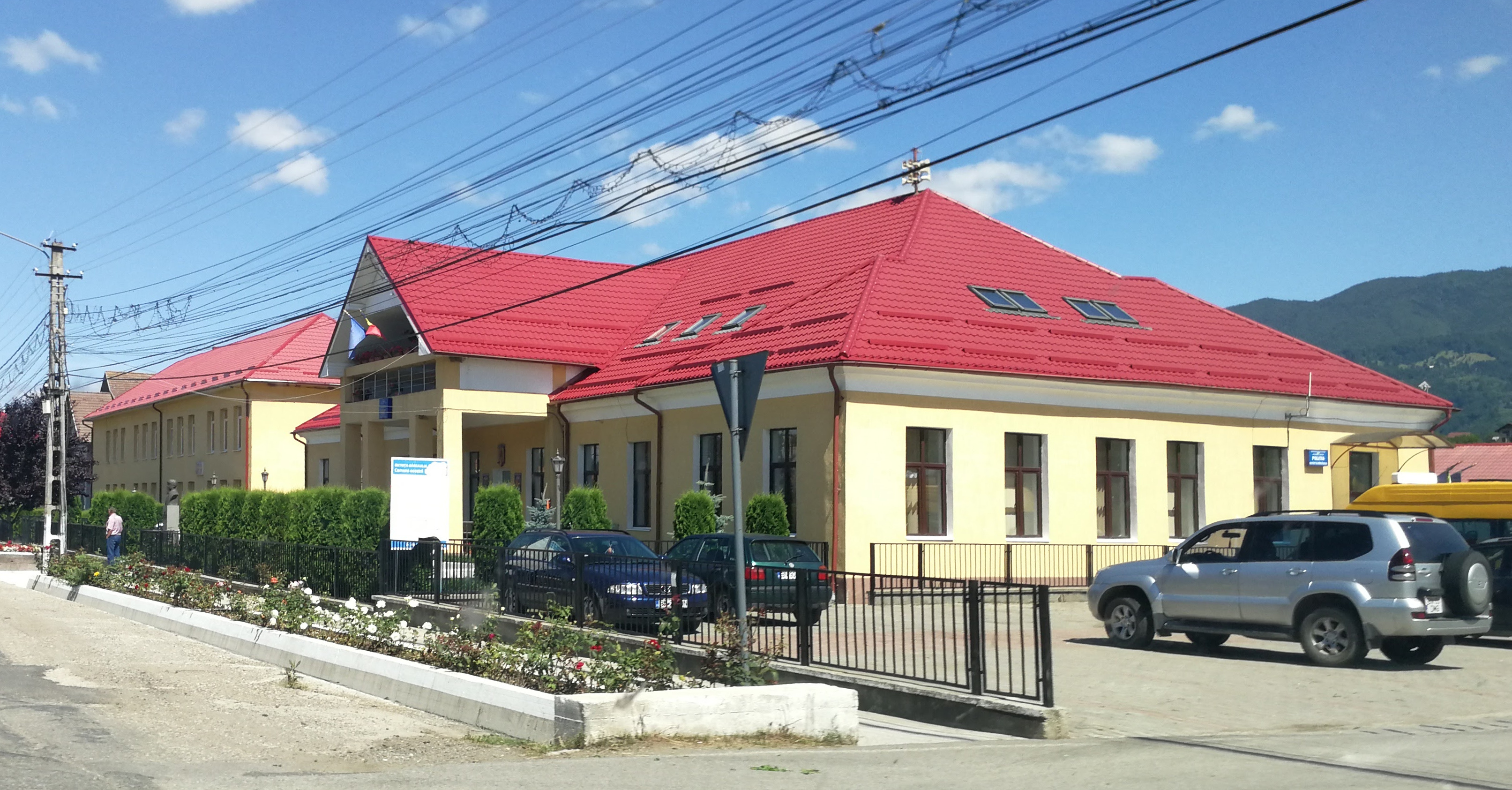
Községháza

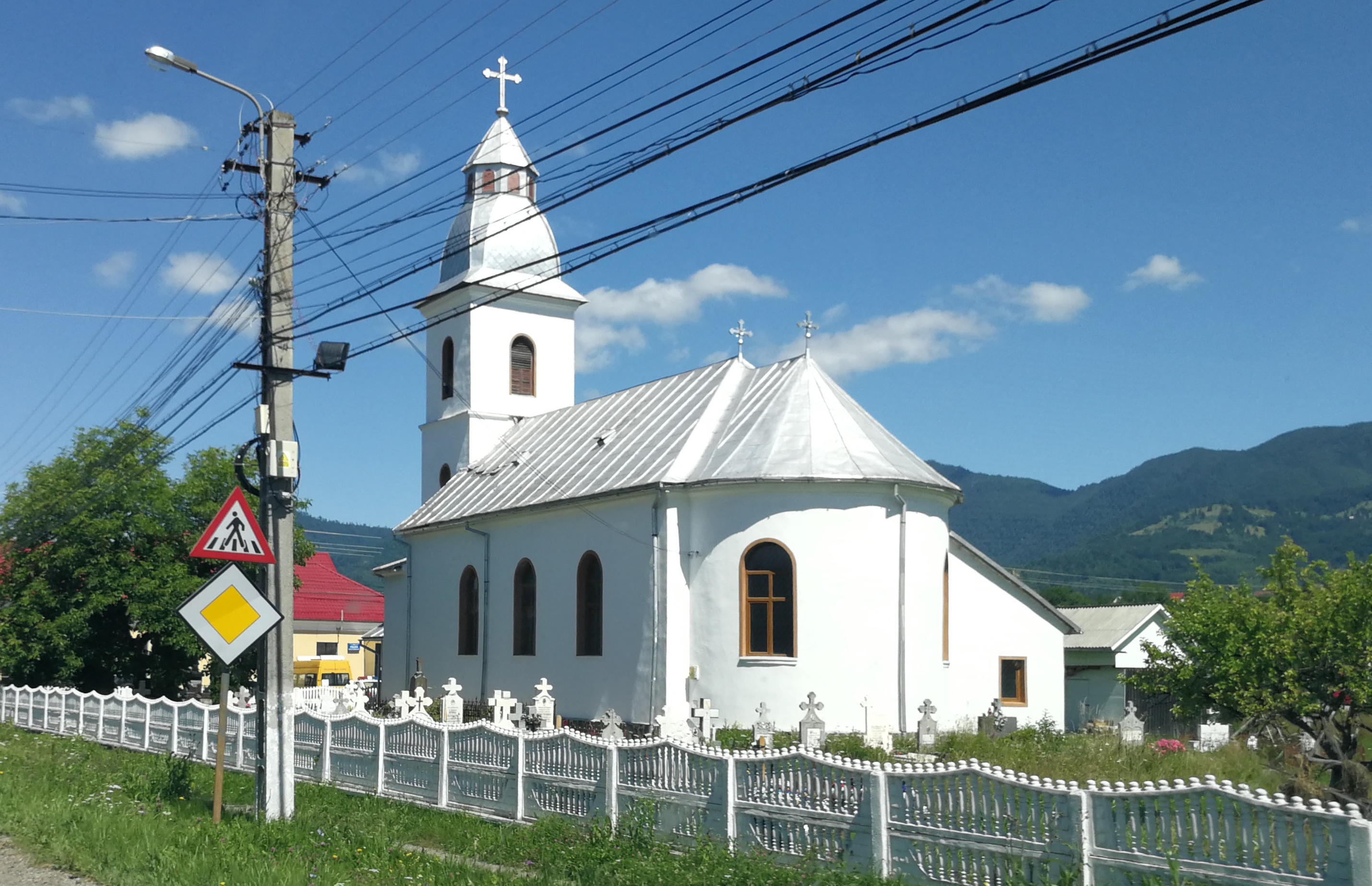
Ortodox templom (1923)

Borgóbeszterce (románul: Bistrița Bârgăului, 1925-ig Borgo-Bistrița) falu Romániában, Erdélyben, Beszterce-Naszód megyében.

## Fekvése
Besztercétől 27 kilométerre északkeletre, a Kelemen-havasok alatt, a Beszterce folyó felső völgyében fekszik, összeépült Borgóprunddal.

## Nevének eredete
Neve a 'várberek' jelentésű német Burgau és a 'sebes' jelentésű szláv szóból származó Beszterce/Bistrița víznév összetétele. Először 1750-ben Borgo pe Besztercze, majd 1805-ben Bistritza, 1839-ben pedig Borgó-Bisztritza néven említették.

## Története
Borgó a középkor végén és a koraújkorban szórt település volt Doboka vármegyében, központja a Beszterce folyó mentén lejjebb feküdt. A mai Borgóbeszterce belterületén 1783 előtt egy Lunca Bistriței nevű mocsaras, égeres liget terült el, amelyet az alsóborgóiak kaszálónak használtak. A mai falu és Tihuca között egy dombon a 17. századtól egy kis ortodox kolostor működött, valószínűleg valamely moldvai kolostor fiókjaként. Miután 1800-ban összedőlt, a faanyagot a borgóbeszterceiek eladták a kusmaiaknak. A Habsburg katonai hatóságok a Borgó-vidéket 1783-ban a Második erdélyi román határőrezredhez csatolták. A Bethlen családot itteni birtokáért 300 ezer forint készpénzzel és a 400 ezer forintra taksált temespaulisi fiskális uradalommal kártalanították. Ekkor vonták össze Borgóbesztercét a környék gazdaságaiból két párhuzamos, két kilométer hosszú főutcába és öt mellékutcába, összesen 113 telekkel. 1785-ben hetivásár tartására kapott jogot.
1784-ben görögkatolikus parókiát szerveztek benne. A húsz évvel korábban, a határőrezred szervezésekor történtekkel ellentétben azonban a lakosságot nem katolizálták erőszakosan, így a Nagy-Szamos völgyének román határőrlakosságával ellentétben a borgóiak többsége végig ortodox vallású maradt. 1800-ban a görögkatolikus egyház a saját számára megvette és a faluban újraépítette a strâmbai (Dornavölgyitelep) fatemplomot. 1846-ban fatemploma mellé kőtemplom épült.
1849. június 10-én a honvédsereg a falutól északra, a Podereiul Piscului nevű fennsíkon megütközött a cári intervenciós erőkkel. 1851-ben az uralkodó felszámolta az Erdélyi határőrvidéket. 1861. augusztus 27-én kiadott határozatában elrendelte, mint volt jobbágyfalu, az erdőhasználat és a korcsmáltatás joga szálljon vissza a militarizálás előtti földbirtokosokra. 1865-ben azonban, a volt határőrök kérelmének hatására, megmásította döntését és ideiglenesen a lakosoknak ítélte ezen szolgálmányokat. A 18. században birtokos Kemény család 1883-ban pert indított a Beszterce és Sajó völgyének román volt határőrközségei ellen a határukon található erdőbirtokok miatt. A besztercei törvényszék 1890-ben megállapította a községek lakosainak haszonvételi jogát a hegyeikre, de 315 ezer forint kártérítés megfizetésére kötelezte őket.
1869-től út kötötte össze Marosborgóval. 1870-ben 23 984 holdas határából 17 110 hold volt erdő, 4215 rét és kert, 1774 szántó és 1654 legelő. (Összehasonlításul: a 2000-es években 15022 hektárnyi erdő, 1218 hektárnyi legelő és 1105 hektárnyi rét feküdt határában.) 1872-ben tizenhét vízimalma őrölt. 1876-tól Beszterce-Naszód vármegye Jádi járásához tartozott.
A kolozsvári Fakereskedő Rt. 1893-ban fűrésztelepet alapított déli részén, a Gura Văii lui Ștef nevű helyen. A környék erdeinek kivágásával ez már a következő évben 18 ezer köbméter fűrészárut termelt, a századfordulón pedig évi kb. 50 ezret. Az üzem fejlődése szempontjából fontos volt, hogy 1898-ban elkészült a falut Besztercével összekötő vasút. 1904-ben a keret- és körfűrészeket egy 160 lóerős gőzgép hajtotta, a telep pedig 280 férfi és 14 női munkást foglalkoztatott. Ezzel az egyik legjelentősebb faipari üzem volt Erdélyben. Mellette 1897-től magyar tannyelvű, állami iskola működött.
1936-ban vasút épült Kolibicáig, amelyet főként faszállításra használtak. 1968-ban felszámolták és a síneket feszedve kövezett úttal cserélték föl.

## Népessége
- 1850-ben 1437 lakosából 1411 volt román és 25 cigány nemzetiségű; 1225 ortodox és 211 görögkatolikus vallású.
- 1910-ben 3907 lakosából 2477 volt román, 279 magyar, 134 német és 11 ruszin anyanyelvű; 2085 ortodox, 418 görögkatolikus, 179 római katolikus, 168 zsidó, 39 református és 18 evangélikus vallású.
- 1992-ben 4002 lakosából 3969 volt román és 25 magyar nemzetiségű; 3626 ortodox és 72 görögkatolikus vallású.

## Látnivalók
- A Tatárka-szikla/Stâncile Tătarului sziklatömbje, 25 hektáron természetvédelmi terület.
- Condoraș-vízesés.

## Gazdasága
- Fakitermelés.
- Több pisztrángtelep.

## Híres szülöttei
- Itt született 1908. június 17-én Ion Th. Ilea költő.